# Загреб у Народноослободилачкој борби
Након напада немачких и италијанских снага на Југославију 6. априла 1941. године, немачке трупе ушле су у Загреб 10. априла. Славко Кватерник прогласио је истог дана стварање Независне Државе Хрватске. У Загребу је, по доласку Анте Павелића, кога су средином априла из Карловца пребацили италијански фашисти, било седиште Главног усташког стана и владе НДХ. Ту су биле смештене највише непријатељске политичке и војне установе као и централе полицијских и обавештајних служби.
Готово одмах по доласку усташа на власт, започеле су ликвидације загребачких Јевреја, Срба, комуниста и осталих антифашиста. У бројним усташким затворима, мучилиштима и губилиштима, попут затвора на Савској цести, Тргу Н (данас Трг жртава фашизма), Дотршћине и Ракова Потока убијено је на хиљаде Загрепчана, а хиљаде су одведене у концентрационе логоре и тамо ликвидиране.
Према подацима Статистичког завода, укупно је у Народноослободилачком рату, затворима и логорима погинуло 26,399 Загрепчана, од чега 8.000 Јевреја. Усташе су истао тако побиле и велик број загребачких Срба.
Упркос јакој концентрацији непријатељске силе и терору усташа и Немаца, Загреб је за читаво време рата био поприште интензивне антифашистичке борбе под вођством Комунистичке партије Југославије. Број Загрепчана који су се борили у НОВ и ПО Југославије креће се око 50,000, од чега су 15.000 били омладинци.
У завршним операцијама за ослобођење земље, Загреб су 8. и 9. маја 1945. године ослободиле 45., 28. и 39. дивизија Друге армије, те неке јединице Прве армије.
Поводом 30-годишњице ослобођења града, 16. септембра 1975. године, председник СФРЈ Јосип Броз Тито одликовао је град Загреб Орденом народног хероја.

## Стање пре окупације
Предратни Загреб имао је масован класни синдикални покрет. Августа 1940. године у Загребу је одржана Прва конференција КП Хрватске, на којој је изабран Политбиро и пленум Централног комитета КПХ, а у октобру 1940. Пета земаљска конференција КПЈ. Знатан утицај комунисти су имали и на загребачку радничку, студентску и средњошколску омладину. Тако је Загреб слом Краљевине Југославије и окупацију дочекао с масовним антифашистичким покретом у којем је руководећу улогу имала КПЈ.

## Окупација Загреба и припреме за устанак
Непосредно пре и после окупације 1941, у Загребу је деловао Централни комитет КПЈ, па су ту изведене и прве политичке акције у новонасталој ситуацији. Немачке и италијанске трупе започеле су напад на Југославију 6. априла, а 8. априла на загребачким улицама подељено је око 10.000 летака у којима је ЦК КПЈ позивао грађане на одбрану земље. Истог дана је у Загребу, на Титову иницијативу, одржана седница ЦК КПХ, на којој је закључено да се у штаб Четврте армије у Загребу пошаље делегација са захтевом да се радницима и антифашистима подели оружје за борбу против фашистичког агресора и петоколонаша, те да се ослободе политички затвореници. Команда војне области одбила је да прими делегацију.
Дана 10. априла, делови немачке оклопне дивизије ушли су у Загреб, а истог дана бивши аустроугарски пуковник Славко Кватерник преко радија је прогласио оснивање Независне Државе Хрватске.
Истог дана, по проглашењу НДХ, одржан је проширени састанак ЦК КПЈ, којему су присуствовали неки чланови ЦК КПХ и Месног комитета Загреба, међу осталима и Јосип Броз Тито, Раде Кончар, Александар Ранковић, Антун Роб, Павле Пап, Јосип Краш, Лео Матес, Марко Орешковић, Владо Јанић, Владимир Бакарић, Јаков Блажевић, Карло Мразовић, Драгутин Саили и Стипе Угарковић. На састанку је усвојен закључак да су сви компромитовани људи пређу у илегалност, да се настави отпор агресору и да се приступи припремама за оружану борбу против окупатора и њихових сарадника у земљи. Формиран је и Војни комитет са Титом на челу. У вези с тим закључком одржане су у току следећа два дана заседања ЦК КПЈ и ЦК КПХ, на којима је, између осталог, закључено да се организује повратак бивших шпанских бораца у домовину.
Дана 15. априла 1941. умножен је у партијским техникама у Загребу летак разаслан у све крајеве Југославије, који је садржавао проглас ЦК КПЈ. У прогласу се истицало да ће комунисти и читава радничка класа Југославије бити у „првим редовима народне борбе против освајача“ и да ће у тој борби устрајати „до коначне победе“.
Почетком маја у Загребу је одржано тзв. Мајско саветовање актива партијских функционера из целе земље ради организовања борбе против окупатора, а у јуну састанак ЦК КПХ на којем је одлучено да се почне с припремама за устанак у Хрватској. У Загребу је растуран и првомајски проглас ЦК КПЈ, а 24. јуна проглас ЦК КПЈ и ЦК КПХ поводом напада хитлеровске Немачке на Совјетски Савез 22. јуна. У прогласу је сав народ позван на оружану борбу, а сви патриоти у јединствени фронт за изгон окупатора из земље. ЦК КПХ задржао се у Загребу до фебруара 1942. године, кад је прешао на ослобођену територију.

### Организовање антифашистичких тела и пропаганда
Народноослободилачким покретом у Загребу руководио је Месни комитет са шест рејонских комитета. Загребачка партијска организација имала је у почетку окупације 53 основне организације са око 500 чланова, од којих су 75% били радници. Уз то је постојала и снажна организација СКОЈ-а. У првој половини 1942. године, СКОЈ је имао близу 900 чланова и око 500 симпатизера окупљених у одборима Савеза младе генерације. Тај савез је организовао омладину за борбу против непријатеља на антифашистичкој платформи и био језгра каснијег УСАОХ-а.
У октобру 1941. године основан је Иницијативни одбор Антифашистичког фронта жена за Хрватску. Поткрај 1941. основан је Матични одбор АФЖ, а у фебруару 1942. Месни одбор АФЖ.
Најмасовнија организација у окупираном Загребу била је „Народна помоћ“. Задаћа „Народне помоћи“ била је развијање борбене антифашистичке свести грађана, њихово укључивање у антифашистичку борбу, прикупљање новца и материјала за потребе НОВ и ПО Југославије, помагање породицама бораца, склањање илегалаца, распанчавање илегалне штампе, пребацивање људи на слободну територију и остало. Месни одбор „Народне помоћи“ је био подељен на шест котарских одбора. Ови одбори су укупно имали преко 700 чланова и око 4.000 помагача и симпатизера. До 1943. године, одборе „Народне помоћи“ заменили су Народноослободилачки одбори.
Године 1941. у Загребу је деловало око 140 партијских техника. У њима су умнажани леци, прогласи и листови „Вјесник“, „Пролетер“, „Политички преглед“, „Омладински борац“, „Млади Комунист“, „Жена у борби“ и „Борба“. У техникама су прављене и разне пропуснице, документа и легитимације за кретање илегалних партијских радника.

## Почетак отпора и развој борбе 1941.
Ускоро после окуације Загреба, организован је низ диверзија и отпора окупатору. Тако је у току јуна и почетком јула 1941. године извршена саботажа у противваздухопловној батерији у Пречком и у спремиштима противваздухопловне артиљерије у Илици, провала у воз с муницијом на Западном железничком колодвору, диверзија на железничким пругама према Вараждину, Сиску и Дугом Селу и на загребачкој Радио-станици. Ноћу са 13. на 14. јула, организована је акција ослобађања комуниста из усташког логора Керестинец. Међутим, акција није у потпуности успела због лоше организације.
Међу првим манифестацијама отпора окупацији била је акција солидарности хрватских омладинаца са српским и јеврејским омладинцима, изведена 26. маја 1941. године код Градског стадиона, кад је вођа Усташке младежи одржао хушкачки говор пред одредима Цивилне заштите и позвао да се из одреда издвоје Срби и Јевреји, што је у бити требало да буде увид у погром. Кад су се ови почели издвајати, за њима су кренули скојевци, повукавши за особом и остале омладинце, па је тако издавајање осујећено, а погром онемогућен.
У јулу је извршена диверзија у фабрици свиле, где је спаљено 50.000 метара падобранске свиле, а неколико дана касније скојевци су запалили Максимирски стадион, чију су грађу усташе намеравали да употребе за изградњу барака концентрационих логора.
Прва већа оружана акција коју су припремали чланови КПЈ и СКОЈ-а, омладинци, студенти и радници, била је предвиђена да се изврши код Ботаничког врта. Тамо су 4. августа 1941. године диверзанти, предвођени Славком Комаром, напали ручним бомбама припаднике усташке универзитетске сатније. Према изјавама у усташким гласилима, било је рањено 28 свеучилиштараца.
У септембру 1941, група антифашиста напала је аутобус с немачким војницима у Звонимировој улици. Исти месец извршена је и диверзија у подсуседској творници цемента. 14. септембра, група антифашиста, предвођена Вилимом Гаљером, извршила је дуго припреману диверзију на Главној пошти, када је експлозивом била оштећена аутоматска централа и високофреквентни уређај за међуградске везе. Истог дана нападнут је одред усташа у Врбанићевој улици, а 30. септембра, антифашисти, предвођени Иваном Шиблом, напали су групу немачких авијатичара у Русановој улици.

## Диверзије 1942-1945.
Године 1942, ударне групе извеле су низ успешних напада на формације непријатељских војника и атентата на поједине окупаторске функционере:
- Провала у воз с експлозивом на колодвору Сава, 30. март
- Диверзија на електричном трансформатору на Главном железничком колодвору , 22. април
- Саботажа у фабрици „Војна одјећа“, средина априла
- Напад на аеродром код Свете Недеље, 17. август
- Диверзија на главном електричном воду Загреб–Карловац у Врапчу, 17. октобар
- Напад на домобранску рефлекторску станицу с прислушним справама за откривање авиона у Светој Клари, октобар
- Акција на уредске просторије радио-станице у Дугој улици 12 (данас Радићева улица), а у њима заплењени материјали пребачени су на ослобођену територију, децембар

Године 1943, најзначајније акције биле су:
- Атентат на усташког агента Ф. Хорвата, 1. јануар
- Атентат на немачког агента Хешајмера, март
- Напад на војну стражу на Грмошчици, 1. мај
- Напад на војни бункер с непријатељском посадом на Цмроку, 29. јун
- Атентат на усташког бојника Курешића, август
- Разоружани домобрански подофицири у Кустошији, 20. октобар
- Заробљена стража код Јакушевачког моста на Сави, 17. децембар
- Напад на полицијску стражу митнице на Радничкој цести, 17. децембар
- Дизање у ваздух главног авионског складишта у Сопници код Сесвета, 19. децембар
- Напад на полицијску стражу митнице на Радничкој цести, 20. децембар
- Напад на непријатељску стражу на Јакушевачком мосту, 24. децембар
- Атентат на усташког бојника Петрановића
- Атентат на немачког генерала Брандера

Током 1944. године, извршене су следеће значајније диверзије и акције:
- На Боронгајском аеродрому минирани су један школски авион и један бомбардер, 11. август
- Уништен један ловачки авион на Боронгајском аеродрому, 14. август
- Минирана два авиона на аеродрому Плесо, 17. август
- Миниран један војнички транспортни воз на загребачком Главном колодвору, 23. август
- Диверзија у железничкој радионици, 2. септембар
- Убијена два немачка војника, 8. децембар
- Диверзија на аеродрому Плесо, 25. децембар
- Миниране две немачке бараке на Боронгају, 28. децембар
- Диверзија на колодвору Максимир, 29. децембар

Првих месеци 1945. године, извршене су ове акције и диверзије:
- Миниран ватрогасни дом на Житњаку, 2. јануар
- Диверзија у фабрици уља, јануар
- Диверзија у фабрици акумулатора, јануар
- Уништен један немачки аутобус у Водниковој улици, 2. фебруар
- Извршен атентат на групу непријатељских војника у Дежелићевој улици, 5. фебруар
- Уништена једна локомотива код Савске цесте, 13. фебруар
- Диверзија на аеродрому Плесо, 15. фебруар
- Уништена једна локомотива на Западном колодвору, 18. фебруар
- Уништена једна локомотива на Главном колодвору, 19. фебруар
- Уништена стражарска барака на Светом Духу, 27. фебруар
- Минирана усташка барака на Селској цести, 28. фебруар

## Усташки злочини и одмазде
Усташе су по доласку на власт завеле терор и прогон неистомишљеника. Тако су за време окупације усташе вршиле злостављања и мучења заробљеника на неколико локација по Загребу, попут затвора на Савској цести, затвора на Тргу Н (данас студентски дом на Тргу жртава фашизма) и мучилишта у Јандрићевој улици 74, популарно званог „Синг-Синг“, чију локацију за време рата нико од заточеника није знао јер су довођени завезаних очију.
Логор Керестинец, односно дворац смештен у близини истоименог насеља недалеко од Загреба, био је затвор за комунисте формиран још за време владе Цветковић-Мачек. Доласком на власт, усташе су преузеле надзор над логором, у којем су до тада били смештени многи комунисти-интелектуалци, међу осталима и Аугуст Цесарец, Божидар Аџија, Огњен Прица, Отокар Кершовани, Дивко Будак и остали. У ноћи са 13. на 14. јула 1941. године, партијски актив организовао је бег заточеника из Керестинца, али због лоше координације операција није у потпуности успела. У акцији се спасало само 14 од 91 заточеника. Усташе су преживеле, међу којима и Аџију, Цесарца и Прицу, стрељали наредних дана у Максимиру и Дотршћини.
Усташе су за своја стратишта најчешће користиле шуму Дотршћину, која је тада била ван Загреба, и Раков Поток, шуму јужно од Саве и данашњег Новог Загреба. Процењује се да су у Дотршћини усташе смакнуле око 10.000 жртава (од чега 2.000 чланова КПЈ и СКОЈ-а), а код Ракова потока око њих 400.
Усташе су редовно вршиле одмазде над заробљеницима у случају антифашистичких диверзија или атентата на немачке или усташке дужностнике и агенте. Убиства заробљеника су се вршила на већ поменутим стратиштима, али како су силе Осовине с временом губиле рат, усташке власти више нису мариле за убијање заробљеника на скровитим местима. Тако је 20. децембра 1943. године на западном крају Дубраве о касапске куке јавно на улици обешена скупина од шеснаест антифашиста за одмазду због партизанске диверзије на магацинима код аеродрома поред Сопнице (Сесвете) извршене 19. децембра. Обешени су неколико дана висили на бандерама као опомена свакој антифашистичкој акцији. То је било прво јавно вешање заробљеника, које ће од тада бити чест случај све до краја усташке власти.
Године 1944, усташе су по Загребу извршиле неколико масовних вешања и стрељања у Врапчу, Кустошији и на осталим локацијама. Почетком јануара 1945. године, када је већ било изгледно да ће доживети пораз, усташе су у неколико дана од 3. до 8. јануара извршиле вешања неколико десетака антифашиста у загребачком Житњаку.

## Деловање партизанских одреда
Већ у јулу 1941. године у Дубрави је формирана прва загребачко-сесветска партизанска група. У августу је из Загреба кренула група бораца на Жумберак, где је формирала партизански одред „Матија Губец“, који је имао 37 бораца. Нападнут од стране јаких непријатељских снага, одред је убрзо био разбијен и распуштен.
Марта 1942. године код села Брдовца код Загреба формиран је први партизански одред у Хрватском Загорју, у лето је формиран Мославачки партизански одред, а у јесен Калнички одред. У априлу 1942. године, десетина бораца упућена из Загреба на Жумберак спојила се са Првом загорском четом и затим с њом прерасла у батаљон „Јосип Краш“. Новембра 1942. године, од Покупско-жумберачког одреда и од Првог пролетерског батаљона Хрватске формирана је Тринаеста ударна бригада „Јосип Краш“ (после названа „Раде Кончар“). У августу 1943. године формирана је бригада „Браћа Радић“, а у јесен бригада „Матија Губец“. Дана 13. септембра формиран је на Загребачкој гори Загребачки партизански одред од партизанских чета и група с подручја Дугог Села, Пригорја и Стубице. Дејствовао је на подручју Загребачке горе и Пригорја.
У јулу и октобру 1943. године партизани су ушли у Горње Врапче, у тадашњој непосредној околини Загреба и продрли на Сљеме. У децембру исте године Туропољски одред напао је главно авионско складиште у Сопници код Сесвета, а 19. децембра је Осамнаеста славонска бригада уништила аеродром Куриловец.
24. јануара 1944. године формиран је Десети загребачки корпус, који је постао носилац бробених акција у северозападној Хрватској и посебно у загребачком округу. У корпусу је било око 5,500 до 6.000 бораца. Крајем јануара 1944. године формирана је од омладинске бригаде „Јожа Влаховић“ и бригаде „Фрањо Огулинац Сељо“ 34. дивизија, а на јесен Подравска бригада „Павлек Мишкина“ и бригада „Никола Демоња“.

## Завршне борбе за ослобођење
У завршним операцијама за ослобођење земље, у Загреб су 8. маја 1945. године око 11 сати ушле јединице 45. и 28. дивизије Друге армије с југа, а после подне јединице 39. дивизије Друге армије. Оне су у току 8. и ноћу са 8. на 9. маја заједно са јединицама Прве армије очистиле Загреб од напријатељских чета. Ујутро око 7 сати у Загреб су преко Максимира ушле јединице 21. дивизије Прве армије, а око подне преко Ремета и Сесвета јединице Шесте и Прве дивизије Прве армије. Истог дана у Загреб су ушле јединице Десетог загребачког корпуса.
После ослобођења Загреба, јединице Југословенске армије наставиле су поход непријатељских снага према Кршком и Клањцу.

## Загреб - град херој
Загреб је с околицом у почетку рата имао око 300.000 становника. Сваки шести, односно њих 50.000 учествовало је у Народноослободилачкој борби. Од тог броја погинуло их је, у граду на улицама, у затворима и логорима или у партизанским јединицама више од 20,000. Међу погинулим Загрепчанима било је 4.000 чланова КПЈ и СКОЈ-а.
Осамдесет и девет Загрепчана проглашено је народним херојима. Шест стотина Загрепчана носиоци су Партизанске споменице 1941. године.
Уручујући Орден народног хероја граду 16. септембра 1975. године председник СФРЈ, Јосип Броз Тито, који је такође један од главних носилаца револуционарног покрета овога града, рекао је:
Орден народног хероја којег предајем Загребу симболизира признање свим учесницима револуционарних збивања, свима који су допринијели нашој побједи и изградњи социјализма, а посебно онима који су у тој борби храбро и несебично дали своје животе.

## Истакнуте личности НОП-а и народни хероји Загреба
- Божидар Аџија
- Маријан Бадел
- Владимир Бакарић
- Рајка Баковић
- Стјепан Бубанић
- Јожа Влаховић
- Вилим Гаљер
- Иво Глухак
- Јанко Гредељ
- Божидар Дакић
- Ката Думбовић
- Винко Јеђут
- Звонимир Кавурић
- Отокар Кершовани
- Славко Комар
- Рудолф Крофлин
- Иван Мечар
- Владимир Немет
- Богдан Огризовић
- Јосип Прескар
- Огњен Прица
- Иво Лола Рибар
- Стипе Угарковић
- Предраг Херуц
- Аугуст Цесарец
- Маријан Чавић
- Иван Шибл
- Милан Шпаљ